# 大川橋蔵 (2代目)
二代目 大川 橋蔵（おおかわ はしぞう、1929年〈昭和4年〉4月9日 - 1984年〈昭和59年〉12月7日）は、東京都出身の日本の歌舞伎役者、俳優。本名は丹羽 富成（にわ とみなり）、旧姓は小野（おの）。

## 概要

### 歌舞伎役者として
柳橋の芸妓の子として出生し、生後まもなく小野家の養子となる。養父は市川瀧之丞という歌舞伎役者で、端整な顔立ちの富成を役者に育てようと幼いころから舞踊を仕込む。のち、知り合いだった四代目市川男女蔵の部屋子とした。
1935年（昭和10年）11月、市川男女丸を名乗って初舞台を踏む。そのとき舞台を務めていた六代目尾上菊五郎に素質を認められ、以後目をかけられるようになる。1944年（昭和19年）10月には六代目の妻・寺島千代の養子となり、その実家の「丹羽」姓を継ぐとともに二代目大川橋蔵を襲名した。「大川橋蔵」は、かつて三代目菊五郎が一旦引退した後、舞台復帰した際に名乗った由緒ある名跡である。実子がないので養子（七代目尾上梅幸）をとったら、いまさらながらに実子（二代目尾上九朗右衛門）に恵まれてしまったという複雑な家庭の事情をもつ六代目が、この名跡を橋蔵に与えて妻の養子とした意味は大きかった。橋蔵をもう1人の「菊五郎」の継承者候補とすることで、3人の子はより一層の切磋琢磨を強いられることになったのである。
このころから六代目は体調を崩しはじめ、晩年はその芸が曇りがちになったがそれでも橋蔵は1949年（昭和24年）7月に六代目が死去するまで一つ屋根の下で暮らしを共にし、音羽屋相伝の芸のみならず、役者として、そして大看板として自身がいかにあるべきかを身につけていった。

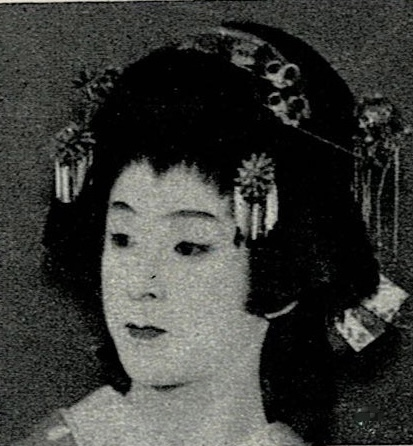
娘役に扮した橋蔵 (撮影年不明)

六代目亡き後は菊五郎劇団に属し、主に娘役として頭角を現すようになる。菊五郎劇団の女形としては、まず七代目尾上梅幸がおり、次に七代目中村福助が控えていたが、橋蔵はその後に控える第三の地位を占めるようになった。しかし、六代目という絶対的な後ろ盾を失った橋蔵は、歌舞伎界の前途や自身の将来に不安を感じていた。またこのころ、一足先に大映から銀幕デビューした八代目市川雷蔵が、よく似た境遇にあった橋蔵に映画界入りをしきりにすすめていたという。1953年に東映入りした中村錦之助の映画界入りの際のゴタゴタなど、保守的で硬直化した当時の梨園の内部事情が影響し、最終的に映画界入りに際して歌舞伎の世界と縁を切ったが、歌舞伎に対する敬意と愛情は終生持ち続け、映画転向後に自身の一座を組んで舞台公演を行う際には、必ず『お夏狂乱』『鏡獅子』『船弁慶』などの歌舞伎舞踊を中幕の演目に選び、観客を喜ばせた。

### 映画俳優へ転身
1955年12月、『笛吹若武者』でデビューした。しかしこの時は歌舞伎に籍を置いたままだった。2作目の『旗本退屈男』を撮った後マキノ光雄の誘いに応じて東映に入社した。デビュー作『笛吹若武者』で共演した美空ひばりから、本名の富成をもじっていきなり「トミー」というニックネームをつけられ戸惑ったがこれが映画界の洗礼となった。この後、東千代之介・中村錦之助・市川雷蔵・大川橋蔵の四人は「二スケ二ゾウ」と呼ばれ、橋蔵も若手時代劇スターを代表する1人として昭和30年代の日本映画黄金時代の立役者となっていく。
1960年代以降、映画全般がテレビに押されて時代劇は斜陽の時代に入り、東映がヤクザ映画に路線転換していくと舞台やテレビに活動の場を移した。祇園で馴染みの芸妓であった沢村真理子と1966年3月に結婚した。

### 舞台へ
1956年2月東横ホールを最後に映画界へ入り、以来の舞台へ立つ。1962年8月より東映歌舞伎が明治座で公演された。7月に準備のために東京へ向かい養母と一緒に養父・六代目尾上菊五郎の墓前へ東映歌舞伎出演の報告をした。
歌舞伎出身の橋蔵は主力メンバーとして出演し、このほかに市川右太衛門・片岡千恵蔵・大友柳太朗・東千代之介らがいた。
銀幕スターが生で見られるとあって明治座始まって以来の客入りで、明治座の扉が閉まらなかった。橋蔵は昼の部の「濡れつばめ」(川口松太郎作・演出)三幕を皮切りに夜の部「いれずみ判官」三幕五場、「花の折鶴笠」四幕十場に出演した。特に「花の折鶴笠」は好評で半年後に映画化、映画より舞台が先に発表された珍しい例と言える。翌年の第二回公演以降は橋蔵が座長といってもよいほど舞台の中心に位置するようになる。東映歌舞伎の舞台出演は橋蔵の舞台への郷愁を呼び覚まし、その後歌舞伎座の橋蔵公演へとつながっていく。
1967年12月から大川橋蔵特別公演で11年ぶり歌舞伎座の舞台に復帰を果たす。初日は13代目仁左衛門、17代目羽左衛門、3代目左團次(当時男女蔵)などが歌舞伎から多数出演した。橋蔵は舞台パンフレットに初日のことについて、「第一回初日を終えて一人化粧前に座ったとき、感激であふれる涙をどうすることもできなかった」と語っている。1968年12月の歌舞伎座での『鏡獅子』では場内割れんばかりの拍手の嵐となり、かつて菊五郎劇団の女形・舞踊の上手さで頭角を表していたが門閥の壁ゆえ果たせなかった夢を映画で成功させ、一枚看板で歌舞伎座を超満員にした。演劇書を多数出版した戸板康二も、朝日新聞に「どんなときでも橋蔵は本格の歌舞伎舞踊を必ず演じてきた（中略）映画・テレビの世界に入っても歌舞伎から巣立ったこと、六代目によって芸道の初歩を与えられたことを決して忘れまいとしている。今日の『鏡獅子』はかつて菊五郎劇団の女形だったときの舞台感覚を少しも失っていない初々しい色気を持っていた。」とコメントしている。

### テレビドラマ
1966年5月からフジテレビで『銭形平次』が放映を開始した。以後終生にわたる当たり役となった。
1960年を過ぎるとテレビも家庭に浸透しており、それに伴う観客の目減りを押さえるのに必死だった映画会社は五社協定によってテレビに映画俳優を貸さない姿勢を強めていた。フジテレビでは橋蔵をテレビ時代劇にと考え頼んだが、これを見た東映は貸さないと断った。別の俳優だったらと里見浩太朗へ話を持っていくが、里見がVTRにこだわったため橋蔵に白羽の矢がたったという。
映画会社が貸し渋る俳優のなかにはいざ解禁しても時すでに遅し、鮮度を失った俳優が多くいたため橋蔵の銭形平次は映画スターが茶の間で見られることと、映画当時の橋蔵ファンが結婚して家庭でテレビを見られる世代へとそのままスライドし高視聴率にもつながった。
1984年4月4日、『銭形平次』が最終回を迎え18年間で888回におよぶ長期シリーズに終止符を打った。この時点で「1人の俳優が同じ主人公を演じた1時間ドラマ」としては世界最高記録となり、ギネスブックに認定されている。

### 死去

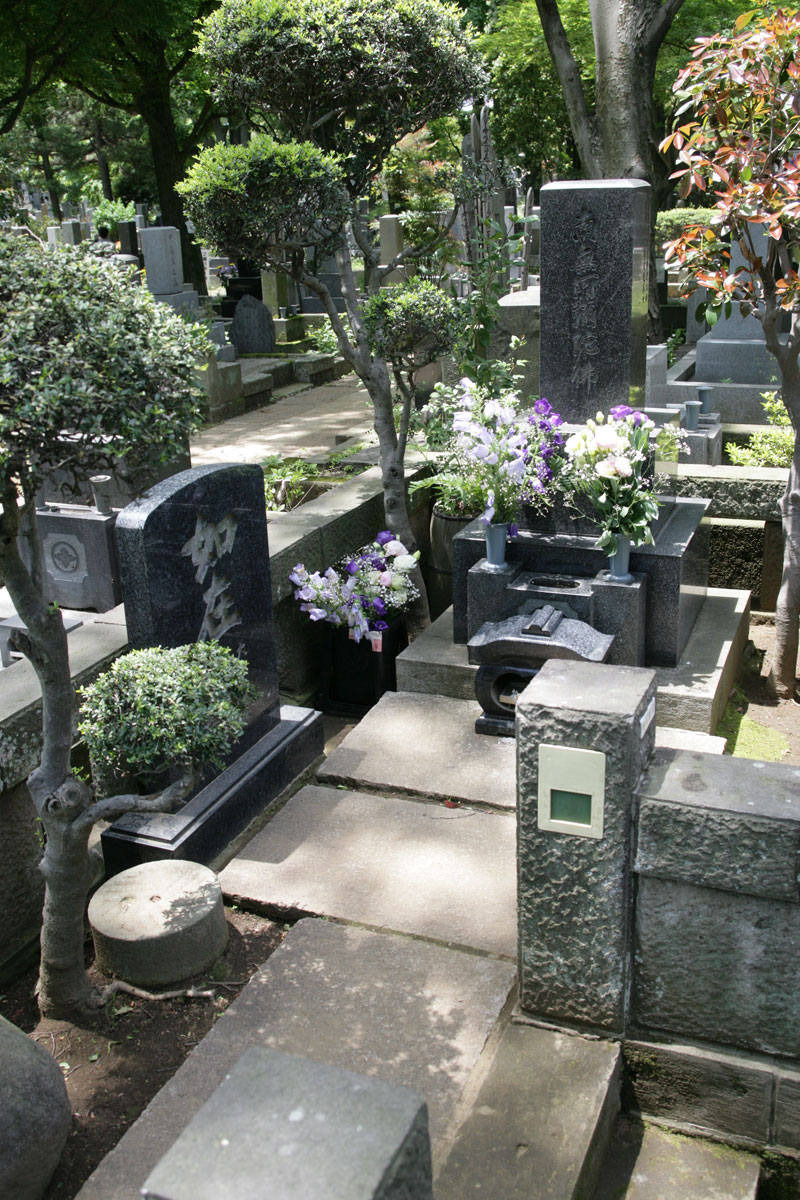
雑司ヶ谷霊園 大川橋蔵の墓。

橋蔵は1983年9月ごろより体調を崩し、入退院を繰り返していた。橋蔵の遺作となった『蝶々さんと息子たち』の撮影中に倒れ、11月25日の最後となる入院時、すでに結腸癌が肝臓に転移している状態だった。病名は橋蔵には告げられなかったが、自らの病気を察知し医師に対して「大酒も飲まず煙草も喫まず、食事にも気を遣い、いつも腹に健康帯を巻いてきた私が、何故こんな病気になったんですか!?」と訴えたという。橋蔵は1984年12月7日午前1時29分、結腸癌のため死去した。55歳没。

## 家族
長男はフジテレビのプロデューサーである丹羽朋廣（大川辰五郎）。主に時代劇や商業演劇で活動している俳優の丹羽貞仁（大川功次郎）は次男。兄弟ともに父の橋蔵と『銭形平次』で共演したことがある。養父は六代目尾上菊五郎で、養母・千代の実家でもある丹羽家に養子入りした。七代目尾上梅幸と二代目尾上九朗右衛門は兄。十七代目中村勘三郎と六代目清元延寿太夫は義兄で、七代目尾上菊五郎と波乃久里子と十八代目中村勘三郎と七代目清元延寿太夫はそれぞれ甥と姪にあたる。それ以外にも鶴田浩二、俊藤浩滋、三田寛子、七代目松本幸四郎、初代中村吉右衛門、二代目松本白鸚・二代目中村吉右衛門兄弟（七代目幸四郎及び初代吉右衛門の孫）、二代目中村獅童、十二代目市川團十郎、九代目中村福助・八代目中村芝翫兄弟（甥である十八代目勘三郎の義弟）などと縁戚関係にある。
七代目菊五郎の長男であり、橋蔵にとっては甥孫にあたる五代目尾上菊之助が、2021 - 22年のNHK連続テレビ小説「カムカムエヴリバディ」で昭和の時代劇の大スターの桃山剣之介・桃山団五郎の二役を演じる際に、幼いころ家にきた橋蔵のイメージを参考にして役作りをして橋蔵の墓前にも報告をしたとインタビューで語っている。

## 主な出演

### 映画
- 若さま侍捕物帖シリーズ（1956年 - 1962年）
  - 1956年 『若さま侍捕物手帖 べらんめえ活人剣』、『若さま侍捕物手帖 地獄の皿屋敷』、『若さま侍捕物帖 魔の死美人屋敷』
  - 1957年 『若さま侍捕物帖 鮮血の晴着』、『若さま侍捕物帖 深夜の死美人』、『若さま侍捕物帖 鮮血の人魚』
  - 1958年 『若さま侍捕物帖 紅鶴屋敷』
  - 1960年『若さま侍捕物帖』
  - 1961年 『若さま侍捕物帖 黒い椿』
  - 1962年 『若さま侍捕物帖 お化粧蜘蛛』
- 新吾十番勝負シリーズ（1959年 - 1964年）
  - 1959年 『新吾十番勝負』、『新吾十番勝負 第二部』
  - 1960年 『新吾十番勝負 第三部』、『新吾十番勝負 完結篇』
  - 1961年 『新吾二十番勝負』、『新吾二十番勝負 第二部』
  - 1963年 『完結篇 新吾二十番勝負』
  - 1964年 『新吾番外勝負』
- 草間の半次郎シリーズ（1957年 - 1960年）
  - 1957年 『喧嘩道中』
  - 1958年 『旅笠道中』
  - 1959年 『おしどり道中』
  - 1960年 『草間の半次郎 霧の中の渡り鳥』
- 江戸三国志シリーズ（1956年）
  - 1956年 『江戸三国志』、『江戸三国志　疾風篇』、『江戸三国志　完結迅雷篇』
- 新諸国物語 七つの誓いシリーズ（1956年 - 1957年）
  - 1956年 『新諸国物語 七つの誓い 黒水仙の巻』
  - 1957年 『新諸国物語 七つの誓い 奴隷船の巻』、『新諸国物語 七つの誓い 凱旋歌の巻』
- 紫右京之介シリーズ（1963年 - 1964年）
  - 1963年 『右京之介巡察記』
  - 1964年 『紫右京之介 逆一文字斬り』
- その他シリーズ出演
  - 丹下左膳
    - 1958年 『丹下左膳』
    - 1959年 『丹下左膳 怒濤篇』
    - 1960年 『丹下左膳 妖刀濡れ燕』
    - 1961年 『丹下左膳 濡れ燕一刀流』

  - 水戸黄門
    - 1957年 『水戸黄門』
    - 1959年 『水戸黄門 天下の副将軍』
    - 1960年 『水戸黄門』
- マミー・トミーコンビ
  - 1955年 『笛吹若武者』（デビュー作）、『旗本退屈男 謎の決闘状』
  - 1956年 『おしどり囃子』、『ふり袖太平記』、『ふり袖捕物帖 若衆変化』
  - 1957年 『大江戸喧嘩纏』、『ふり袖太鼓』
  - 1958年 『花笠若衆』
  - 1959年 『忠臣蔵 桜花の巻 菊花の巻』、『血闘水滸伝 怒濤の対決』
  - 1961年 『幽霊島の掟』
  - 1962年 『お坊主天狗』
  - 1963年 『勢揃い東海道』
- 平安・鎌倉物
  - 1956年 『曽我兄弟 富士の夜襲』
  - 1959年 『紅顏の密使』
  - 1961年 『富士に立つ若武者』
  - 1962年 『恋や恋なすな恋』
- 忍者
  - 1961年 『赤い影法師』
  - 1964年 『風の武士』
- 若様やくざ
  - 1961年 『橋蔵の若様やくざ』
  - 1963年 『若様やくざ 江戸っ子天狗』
- その他
  - 1960年  『海賊八幡船(ばはんせん)』磯野鹿門
  - 1961年 『赤穂浪士』浅野内匠頭役
  - 1962年 『花の折鶴笠』『天草四郎時貞』
  - 1964年 『御金蔵破り』『幕末残酷物語』
  - 1965年 『バラケツ勝負』（橋蔵が主演した唯一の現代劇ヤクザ映画）、『大勝負』『主水之介三番勝負』『任侠木曽鴉』『天保遊侠伝　代官所破り』
  - 1966年 『旗本やくざ』（この映画を最後に、舞台・テレビへ移る）
  - 1967年 『銭形平次』（テレビ版銭形平次の人気を受けて制作）

### 舞台公演
- 東映歌舞伎　明治座（1962年 - 1967年）
- 東映歌舞伎御園座（1966年）
- 歌舞伎座12月大川橋蔵特別公演（1967年 - 1982年）
- 明治座5月薫風公演（1971年 - 1983年）
- 新歌舞伎座10月大川橋蔵特別公演（1968年 - 1983年）

### 舞踊公演
- 1966年10月　藤間会　『幻お七』　歌舞伎座
- 1969年10月　藤間勘兵衛200年祭　藤間会　歌舞伎座
- 1971年5月　尾上菊五郎23回忌追善　歌舞伎座
- 1971年6月　師尾上菊五郎謝恩　舞踊公演『浅妻船』『船遊女』　歌舞伎座
- 1972年9月　藤間会 『深川八景』『芸者のお仲』　歌舞伎座
- 1974年6月28.29日第一回橋の会 舞踊公演　歌舞伎座
- 1975年10月 藤間会　『高尾』　歌舞伎座
- 1976年6月28.29日第二回橋の会 舞踊公演　歌舞伎座
- 1978年9月 藤間会　『加茂の絵姿』　歌舞伎座

### テレビドラマ
- 『銭形平次』（1966年 - 1984年、CX / 東映京都） - 銭形平次
- 時代劇スペシャル（CX）
  - 『沓掛時次郎〜この愛に命をかけた流れ旅』（1981年4月17日 / 東映京都） - 沓掛時次郎
  - 『荒木又右衛門　決闘鍵屋の辻』（1982年5月14日 / 東映京都） - 荒木又右衛門
  - 『鯉名の銀平 雪の渡り鳥』（1983年5月20日）- 鯉名の銀平
- 『平岩弓枝ドラマシリーズ 蝶々さんと息子たち』（1984年5月 - 6月、CX）

## レコード
- 泣きとうござんす/江戸っ子囃子（ビクターレコード、1957年） ※雑誌「平凡」募集当選歌。
- 橋蔵大いに歌う（テイチクレコード、1961年）